# Petgärdeträsk
Petgärdeträsk är ett träsk på 111 hektar som ligger söder om Djurstads träsk, i närhet av Kårehamn på Öland. Det är ett naturreservat och ett Natura 2000-område i Borgholms kommun i Kalmar län.
Det finns två fågelskådartorn fast ett av tornen har varit avstängt för att det inte har betraktats som säkert. Det finns också flera ovanliga fågelarter som har skådats vid Petgärdeträsk, till exempel pungmes.